# Goodnight Vienna
Goodnight Vienna es el cuarto álbum de estudio del músico británico Ringo Starr, lanzado al mercado por Apple Records el 15 de noviembre de 1974.
Grabado en los Sunset Sound Studios de Los Ángeles (California), Goodnight Vienna continuó con el éxito comercial y crítica de su predecesor, Ringo, publicado un año antes, y mantuvo su estilo con la producción de Richard Perry y la compañía de músicos invitados como John Lennon, Elton John, Jim Keltner, Harry Nilsson, Vini Poncia y Billy Preston, entre otros.
Tras su publicación, Goodnight Vienna consiguió un resultado comercial ligeramente inferior a Ringo, alcanzando el puesto 8 en la lista estadounidense Billboard 200 y la posición 30 en la lista británica UK Albums Chart. Además, fue certificado como disco de oro por la RIAA al superar el medio millón de copias vendidas.

## Historia
Ringo, publicado a finales de 1973, otorgó a Starr su primer gran éxito comercial tras la disolución de The Beatles en 1970 y la publicación de Sentimental Journey y Beaucoups of Blues, dos álbumes en los que Starr se alejó de la música rock para adentrarse en géneros como el jazz y el country. Aunque Ringo no alcanzó el primer puesto en las listas de discos más vendidos, los dos primeros sencillos extraídos del álbum, «Photograph y «You're Sixteen», dieron a Starr sus dos primeros números uno en la lista estadounidense Billboard Hot 100. 
En un intento por mantener el éxito conseguido, Ringo entró de nuevo en los Sunset Sound Studios de Los Ángeles (California) en agosto de 1974. Bajo la producción de Richard Perry, Ringo siguió la fórmula de su predecesor, invitando a músicos de renombre como su antiguo compañero en The Beatles, John Lennon, así como a amigos como Billy Preston, Robbie Robertson, Elton John, Harry Nilsson y Vini Poncia, entre otros. A diferencia de su predecesor, en el que contó con la participación de sus tres antiguos compañeros de The Beatles, George Harrison y Paul McCartney no participaron en la grabación de Goodnight Vienna.
Lennon compuso el tema principal del álbum, «(It's All Da-Da Down To) Goodnight Vienna», que contó con la participación de Klaus Voormann al bajo, Jim Keltner a la batería y Billy Preston al clavinet, y de la que Ringo grabó un reprise para cerrar el álbum, en la que se oye a Lennon gritar: «With gusto boys, with gusto!» al comienzo. Lennon también sugirió a Ringo que versionara la canción de The Platters «Only You», usada como primer sencillo promocional, y tocó la guitarra en la canción «All By Myself».
El álbum también contó con composiciones de Roger Miller, Elton John y Allen Toussaint, entre otros, además de composiciones del propio Ringo en solitario, tales como «Call Me», y en colaboración con Vini Poncia, como «All By Myself» y «Oo-Wee». Además de las canciones incluidas en el álbum, durante las sesiones se grabó «Skokiaan», una canción inédita hasta la fecha.

## Recepción
Publicado en noviembre de 1974, Goodnight Vienna mantuvo el éxito de crítica de su predecesor y fue situado junto a Ringo entre sus mejores trabajos en solitario tras la separación de The Beatles. Al respecto, William Ruhlmann escribió para Allmusic: «Goodnight Vienna es otro trabajo agradable de Ringo, pero peca de la falta de poder y consistencia de su predecesor. Aun así, comparado con el resto de sus álbumes de la década de 1970, fue una obra maestra». Por su parte, el crítico musical Robert Christgau comentó sobre el álbum: «El tema que da título al álbum es bueno, al igual que «The No No Song», y lo hace suficientemente bien con el resto del material bien escogido, siendo la excepción las tres canciones en las que figura como compositor. Pero la fórmula de superación acaba por amortiguarse. En Beacoups of Blues tuvo mayor iniciativa».
Aun así, Goodnight Vienna obtuvo un éxito comercial ligeramente inferior. El álbum alcanzó el puesto 8 en la lista estadounidense Billboard 200 y el 30 en la lista británica UK Albums Chart, siendo el último álbum de Ringo en entrar en las listas de discos más vendidos de su país natal hasta la publicación en 1998 de Vertical Man. El primer sencillo, «Only You (And You Alone)», fue publicado como avance del álbum y alcanzó el primer puesto en la lista Adult Contemporary Chart y el 6 en la lista Billboard Hot 100. Un segundo sencillo, «No No Song», alcanzó el puesto 3 en la lista Hot 100.

## Reediciones
Goodnight Vienna fue remasterizado y editado por primera vez en disco compacto en 1992 con tres temas extra: el sencillo «Back Off Boogaloo», publicado originalmente en 1972; «Blindman», su cara B; y una versión larga de la canción de Paul McCartney «Six O'Clock».
En 2007, con motivo del regreso de Starr a Capitol Records y previo a la publicación del álbum Liverpool 8, Goodnight Vienna fue publicado en formato de descarga digital junto a sus otros tres primeros trabajos a través de la tienda digital iTunes.
Dos álbumes de Ringo Starr , Ringo de 1973 y Goodnight Vienna de 1974 , han sido remasterizados para su reedición a nivel mundial en vinilo  de 180 gramos. Ambos álbumes, remasterizados por Ron McMaster en Capitol Mastering, serán lanzados por Capitol / UMe el 19 de enero de 2018.

## Portada
La portada de Goodnight Vienna es un homenaje a la película de ciencia ficción The Day the Earth Stood Still, en la que Ringo adopta la identidad del actor Michael Rennie. El personaje interpretado por Rennie fue el extraterrestre Klaatu, un nombre adoptado por una banda canadiense falsamente identificada como un seudónimo de The Beatles. En el largometraje, Klaatu llega a la Tierra para entregar un mensaje, según el cual el planeta necesita adoptar vías pacíficas, un mensaje que coincide con el lema de Ringo de «paz y amor».

## Lista de canciones
| Cara A |                                             |                              |          |  |
| N.º    | Título                                      | Escritor(es)                 | Duración |  |
| 1.     | «(It's All Da-Da Down To) Goodnight Vienna» | John Lennon                  | 3:00     |  |
| 2.     | «Occapella»                                 | Allen Toussaint              | 2:55     |  |
| 3.     | «Oo-Wee»                                    | Vini Poncia, Richard Starkey | 3:45     |  |
| 4.     | «Husbands and Wives»                        | Roger Miller                 | 3:34     |  |
| 5.     | «Snookeroo»                                 | Elton John, Bernie Taupin    | 3:27     |  |

| Cara B |                              |                              |          |  |
| N.º    | Título                       | Escritor(es)                 | Duración |  |
| 6.     | «All By Myself»              | Vini Poncia, Richard Starkey | 3:21     |  |
| 7.     | «Call Me»                    | Richard Starkey              | 4:07     |  |
| 8.     | «No No Song»                 | Hoyt Axton, David Jackson    | 2:33     |  |
| 9.     | «Only You (And You Alone)»   | Buck Ram, Ande Rand          | 3:26     |  |
| 10.    | «Easy For Me»                | Harry Nilsson                | 2:20     |  |
| 11.    | «Goodnight Vienna (Reprise)» | John Lennon                  | 1:20     |  |

| Bonus tracks (reedición de 1992) |                                   |                 |          |  |
| N.º                              | Título                            | Escritor(es)    | Duración |  |
| 12.                              | «Back Off Boogaloo»               | Richard Starkey | 3:22     |  |
| 13.                              | «Blindman»                        | Richard Starkey | 2:46     |  |
| 14.                              | «Six O'Clock (Versión extendida)» | Paul McCartney  | 5:23     |  |

## Posición en listas
| País           | Lista                       | Posición |
| -------------- | --------------------------- | -------- |
| Alemania       | Media Control Albums Charts | 39       |
| Australia      | ARIA Albums Chart           | 11       |
| Austria        | Ö3 Austria Top 40           | 8        |
| Canadá         | RPM Albums Chart            | 12       |
| Dinamarca      | Tracklisten                 | 5        |
| Estados Unidos | Billboard 200               | 8        |
| Francia        | SNEP Albums Chart           | 4        |
| Italia         | Italian Albums Chart        | 12       |
| Japón          | Oricon LP Chart             | 53       |
| Noruega        | VG-lista Top 40 Albums      | 15       |
| Reino Unido    | UK Albums Chart             | 30       |

| Sencillo                   | País           | Lista                     | Posición |
| -------------------------- | -------------- | ------------------------- | -------- |
| «Only You (And You Alone)» | Australia      | ARIA Singles Chart        | 45       |
| «Only You (And You Alone)» | Canadá         | RPM Top Singles           | 17       |
| «Only You (And You Alone)» | Canadá         | RPM Adult Contemporary    | 1        |
| «Only You (And You Alone)» | Estados Unidos | Billboard Hot 100         | 6        |
| «Only You (And You Alone)» | Estados Unidos | Adult Contemporary Tracks | 1        |
| «Only You (And You Alone)» | Reino Unido    | UK Singles Chart          | 28       |
| «No No Song»               | Estados Unidos | Billboard Hot 100         | 3        |
| «No No Song»               | Canadá         | RPM Top Singles           | 1        |
| «Snookeroo»                | Estados Unidos | Billboard Hot 100         | 3        |
| «Goodnight Vienna»         | Canadá         | RPM Top Singles           | 13       |
| «Goodnight Vienna»         | Estados Unidos | Billboard Hot 100         | 31       |

## Certificaciones
| Fecha                  | País           | Organismo certificador | Certificación | Ventas certificadas |
| ---------------------- | -------------- | ---------------------- | ------------- | ------------------- |
| 9 de diciembre de 1974 | Estados Unidos | RIAA                   | Oro           | 500 000             |
| 8 de noviembre de 1974 | Reino Unido    | BPI                    | Plata         | 60 000              |